# Жигондас
Жигонда́с (фр. Gigondas) — коммуна во французском департаменте Воклюз региона Прованс — Альпы — Лазурный Берег. Относится к кантону Бом-де-Вениз. 

## Географическое положение

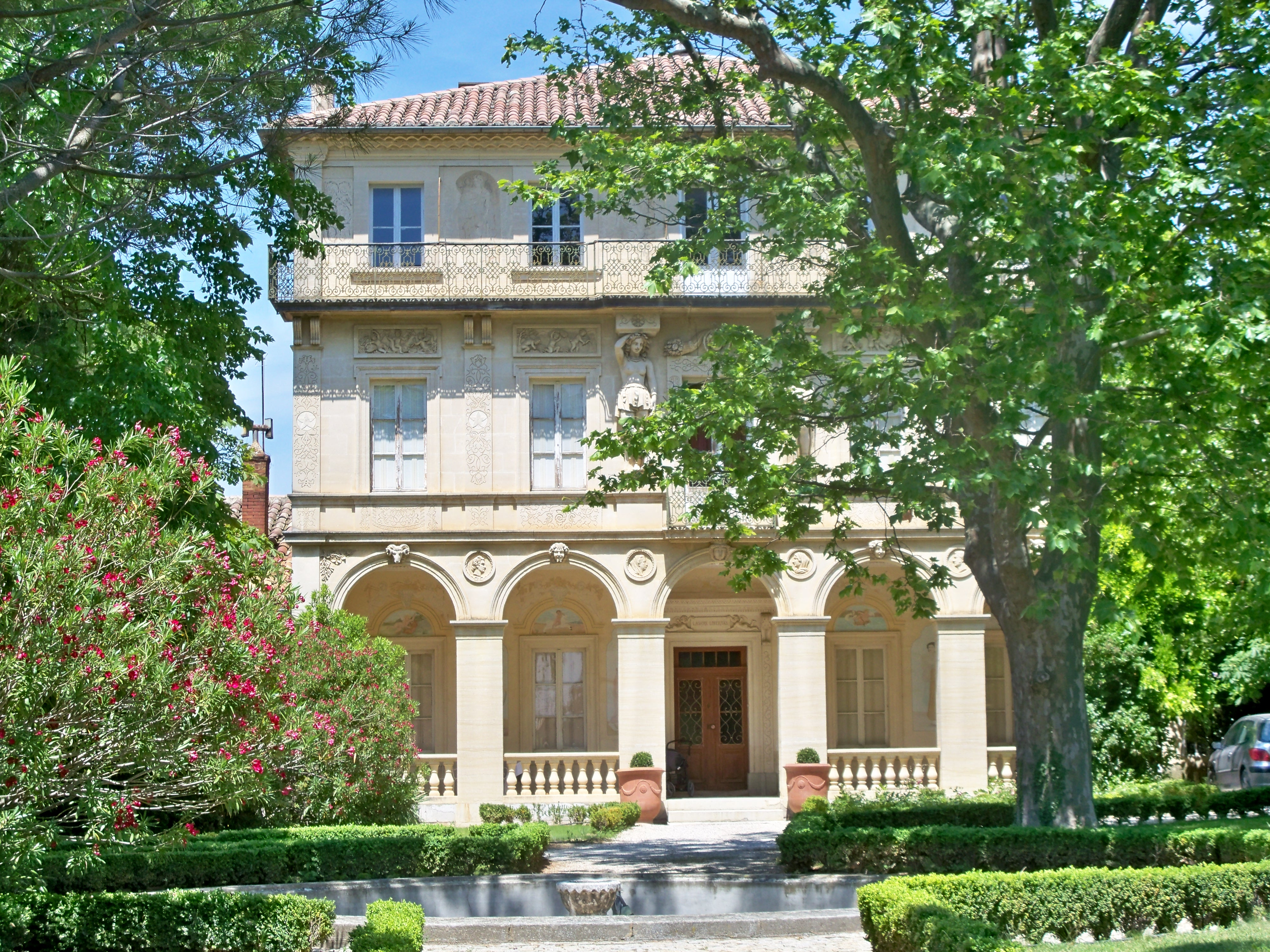
Усадьба Распай в Жигонде.

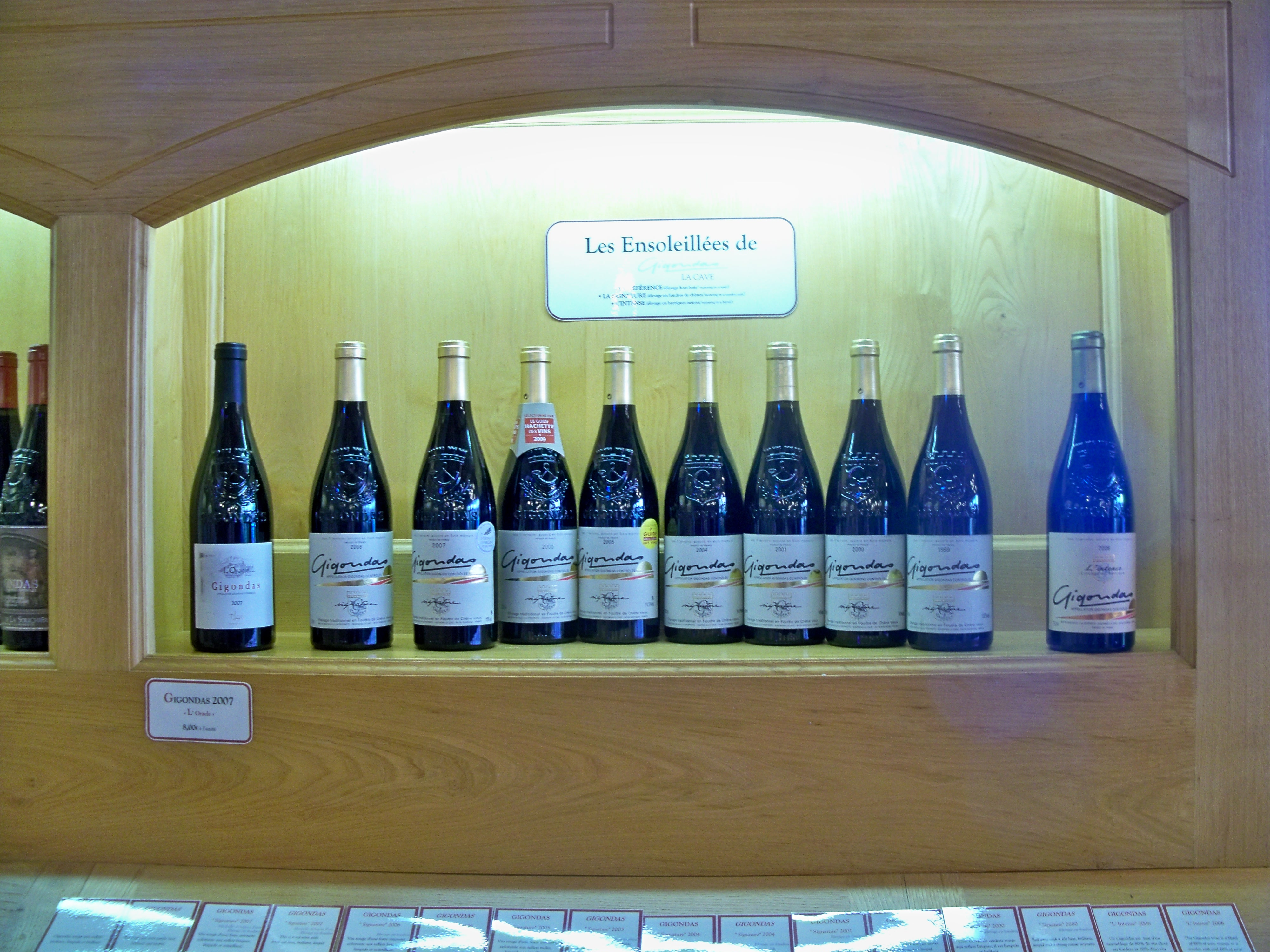
Вина Жигонды.

Жигондас расположен в 29 км к северо-востоку от Авиньона. Соседние коммуны: Сабле и Сегюре на севере, Сюзетт на востоке, Лафар на юго-востоке, Вакейра на юге, Вьоле на западе.
Коммуна находится непосредственно на склоне горной гряды Дантель-де-Монмирай, поэтому пользуется популярностью у туристов.

### Гидрография
Коммуна стоит на Триньоне, притоке Увеза. В окрестностях коммуны берёт начало солёная река Салетт.

## Демография
Население коммуны на 2010 год составляло 556 человек.
| 1962 | 1968 | 1975 | 1982 | 1990 | 1999 | 2010 |
| ---- | ---- | ---- | ---- | ---- | ---- | ---- |
| 792  | 746  | 703  | 648  | 612  | 648  | 556  |